# Kjell Scherpen
Kjell Scherpen (Emmen, 2000. január 23.) holland korosztályos válogatott labdarúgó, az Union SG játékosa.

## Pályafutása

### Klubcsapatokban
Szülővárosában, Emmenben nevelkedett a város csapataiban. A 2016–17-es szezonban több alkalommal a kispadon kapott lehetőséget az első csapatban. 2017. november 3-án mutatkozott be az FC Emmen csapatában a Helmond Sport ellen. A 2018–19-es szezonban alapembere lett csapatának. 2019 áprilisában bejelentették, hogy a szezon végén csatlakozik az AFC Ajax csapatához, négy évre írt alá. Szerződtetését követően büntetéssel kezdet, miután gyerekkora óta a Feyenoordnak szurkolt és új klubját többször is negatívan jellemezte. Ezért az „Ajax Hollandia legnagyobb klubja” mondatot kellett többször is leírnia. 2021. április 4-én mutatkozott be az Ajaxban a Heerenveen ellen 2–1-re megnyert bajnoki mérkőzésen. Július 16-án az angol Brighton & Hove Albion csapatához szerződött. 2022. január 8-án debütált a  mutatkozott be a West Bromwich Albion ellen 2–1-re megnyert kupa mérkőzésen.
Január 31-én a szezon hátralévő részére kölcsönbe került a belga KV Oostende csapatába. 2022 augusztusában a holland Vitesséhez került kölcsön. 2023. július 6-án az osztrák Sturm Graz szerződtette kölcsönben. 2023 decemberében új szerződést írt alá a Brightonnal, ami 2027. június 30-ig szólt. A 2024–25-ös szezonra kölcsönben visszatért a Sturm Grazhoz. 2025. július 24-én hároméves szerzősét rt alá a belga Union SG csapatával.

### A válogatottban
2018. szeptember 8-án mutatkozott be a holland U19-es labdarúgó-válogatottban a cseh U19-es labdarúgó-válogatott ellen. A 2021-es U21-es labdarúgó-Európa-bajnokságon a csoportkör mind a három mérkőzésén pályán volt. 2022 júniusában Tim Krul sérülése miatt meghívót kapott a felnőtt válogatottba, de pályára nemlépett.

## Statisztika
2025. május 25-i állapotnak megfelelően.
| Klub                   | Szezon           | Bajnokság          | Bajnokság | Bajnokság | Kupa     | Kupa  | Ligakupa | Ligakupa | Nemzetközi | Nemzetközi | Egyéb    | Egyéb | Összesen | Összesen |
| Klub                   | Szezon           | Bajnokság          | Mérkőzés  | Gólok     | Mérkőzés | Gólok | Mérkőzés | Gólok    | Mérkőzés   | Gólok      | Mérkőzés | Gólok | Mérkőzés | Gólok    |
| ---------------------- | ---------------- | ------------------ | --------- | --------- | -------- | ----- | -------- | -------- | ---------- | ---------- | -------- | ----- | -------- | -------- |
| FC Emmen               | 2016–17          | Eerste divisie     | 0         | 0         | 0        | 0     | —        | —        | —          | —          | —        | —     | 0        | 0        |
| FC Emmen               | 2017–18          | Eerste divisie     | 1         | 0         | 0        | 0     | —        | —        | —          | —          | —        | —     | 1        | 0        |
| FC Emmen               | 2018–19          | Eredivisie         | 34        | 0         | 1        | 0     | —        | —        | —          | —          | —        | —     | 35       | 0        |
| FC Emmen               | Összesen         | Összesen           | 35        | 0         | 1        | 0     | 0        | 0        | 0          | 0          | 0        | 0     | 36       | 0        |
| Jong Ajax              | 2019–20          | Eerste Divisie     | 14        | 0         | —        | —     | —        | —        | —          | —          | —        | —     | 14       | 0        |
| Jong Ajax              | 2020–21          | Eerste Divisie     | 15        | 0         | —        | —     | —        | —        | —          | —          | —        | —     | 15       | 0        |
| Jong Ajax              | Összesen         | Összesen           | 29        | 0         | 0        | 0     | 0        | 0        | 0          | 0          | 0        | 0     | 29       | 0        |
| Ajax                   | 2019–20          | Eredivisie         | 0         | 0         | 0        | 0     | —        | —        | 0          | 0          | —        | —     | 0        | 0        |
| Ajax                   | 2020–21          | Eredivisie         | 2         | 0         | 1        | 0     | —        | —        | 1          | 0          | —        | —     | 4        | 0        |
| Ajax                   | Összesen         | Összesen           | 2         | 0         | 1        | 0     | 0        | 0        | 1          | 0          | 0        | 0     | 4        | 0        |
| Brighton & Hove Albion | 2021–22          | Premier League     | 0         | 0         | 1        | 0     | 0        | 0        | —          | —          | —        | —     | 1        | 0        |
| Brighton & Hove Albion | 2022–23          | Premier League     | 0         | 0         | 0        | 0     | 0        | 0        | —          | —          | —        | —     | 0        | 0        |
| Brighton & Hove Albion | 2023–24          | Premier League     | 0         | 0         | 0        | 0     | 0        | 0        | —          | —          | —        | —     | 0        | 0        |
| Brighton & Hove Albion | 2024–25          | Premier League     | 0         | 0         | 0        | 0     | 0        | 0        | —          | —          | —        | —     | 0        | 0        |
| Brighton & Hove Albion | Összesen         | Összesen           | 0         | 0         | 1        | 0     | 0        | 0        | 0          | 0          | 0        | 0     | 1        | 0        |
| KV Oostende            | 2021–22          | Belga Pro League   | 7         | 0         | —        | —     | —        | —        | —          | —          | —        | —     | 7        | 0        |
| KV Oostende            | Összesen         | Összesen           | 7         | 0         | 0        | 0     | 0        | 0        | 0          | 0          | 0        | 0     | 7        | 0        |
| Vitesse                | 2022–23          | Eredivisie         | 26        | 0         | 0        | 0     | —        | —        | —          | —          | —        | —     | 26       | 0        |
| Vitesse                | Összesen         | Összesen           | 26        | 0         | 0        | 0     | 0        | 0        | 0          | 0          | 0        | 0     | 26       | 0        |
| Sturm Graz             | 2023–24          | Osztrák Bundesliga | 16        | 0         | 3        | 0     | —        | —        | 8          | 0          | —        | —     | 27       | 0        |
| Sturm Graz             | 2024–25          | Osztrák Bundesliga | 30        | 0         | 4        | 0     | —        | —        | 6          | 0          | —        | —     | 40       | 0        |
| Sturm Graz             | Összesen         | Összesen           | 46        | 0         | 7        | 0     | 0        | 0        | 14         | 0          | 0        | 0     | 67       | 0        |
| Karrier összesen       | Karrier összesen | Karrier összesen   | 145       | 0         | 10       | 0     | 0        | 0        | 15         | 0          | 0        | 0     | 170      | 0        |

## Sikerei, díjai

### Klub
- Ajax
  - Holland bajnokság: 2020–21
  - Holland kupa: 2020–21
  - Holland szuperkupa: 2019

- Sturm Graz
  - Osztrák bajnok: 2023–24, 2024–25
  - Osztrák kupa: 2023–24

### Egyéni
- Osztrák Bundesliga – A szezon kapusa: 2024–25[20]